# Градина на словата
„Градина на словата“ (на японски: 言の葉の庭) е японски анимационен филм, романтична драма от 2013 г. на режисьора, сценариста, продуцента и редактора Макото Шинкай от студио „CoMix Wave Films“. Дистрибуторът е компания Тохо.
Филмът бе пуснат на DVD и Blu-ray в Япония на 21 юни 2013 г. Участва в няколко национални и международни конкурси. Беше избран най-добрият аниме 2013 в „ITunes Store“.

## Персонажи
- Такао Акидзуки – Ирино Мию — 15-годишен студент, който се надява да стане обущар.
- Юкари Юкино – Кана Ханадзава – 27-годишна жена, който идва в парка в дъждовни сутрини.
- Мацумото – Сугуру Иноуе – съученикът и приятелят на Такао, както и гаджето на Сато.
- майката на Такао – Фуми Хирано – 47-годишна жена.
- братът на Такао – Такеши Маеда – 26-годишен момче.
- приятелката на Брат – Юка Терасаки – 24-годишно момиче.
- Аидзава – Микако Камацу – студентка.
- Сато – Мегуми Хан – студент, приятелят на Такао.

## Манга и роман
Писателят на манга и романа е Макото Шинкай. Мотохаши Мидори илюстрира мангата. Издателят на манга е „Коданша“ (яп. 株式会社講談社), на романа е „Кадокава Шотен“ (яп. 株式会社角川書店). Изданието на манга: юни — декември 2013 г., изданието на романа: септември 2013 — април 2014 г.

## Музиката
Музиката принадлежи на композитора Дайсуке Кашива.
Списък на аудио записи:
1. A Rainy Morning
2. Greenery Rain
3. Rain Of Recollection
4. While Hearing Sound Of Rain
5. A Silent Summer
6. The Afternoon Of Rainy day
7. A Rainy Morning

## Премиери
- 31 май 2013 г.
- 31 май 2013 г.
- 31 май 2013 г.
- Юли 2013 г.
- 6 юли 2013 г.
- 27 септември 2013 г.
- 25 ноември 2013 г.
- 26 март 2014 г.
- 28 март 2014 г.
- 21 май 2014 г.
- 4 юли 2014 г.
- 8 октомври 2015 г.
- 12 април 2016 г.
- 18 октомври 2016 г.
- 12 февруари 2017 г.
- 20 април 2017 г.[5]